# 桂湖村
桂 湖村（かつら こそん、1868年11月29日（明治元年10月16日） - 1938年4月3日）は、日本の中国文学者。現在の新潟県新潟市新津の出身。湖村は故郷近くの福島潟に由来する号で、本名は五十郎。雷庵など、他の号も使用した。
生家は国学や漢学を修めた学者の家系で、自身も幼少から漢籍等に触れて育った。東京専門学校専修英語科（現・早稲田大学）に進学し、1892年に卒業。日本新聞に客員社友として属したのち、中国に渡航して陶芸や書画について学ぶ。帰国後は東洋大学・國學院大學で教壇に立ち、その後母校の早稲田大学教授に就任した。
1905年（明治38年）、『漢籍解題』を明治書院から刊行した。近年刊は『湖村詩存』（村山吉廣編、明徳出版社、2017年）がある。
森於菟の随筆『父親としての森鷗外』に「父（森鷗外）はまた自分の及ばない方面または知らないことでは相手の長幼をとわず添削を乞うたり質問したものである。詩では古くは野口寧斎等、後には桂五十郎（湖村）…」また、「私（森於菟）は、大正13年秋の晴れた日一日、観潮楼の二階座敷に母（志げ）とともに、晩年ことに父が心やすくした湖村桂五十郎翁を招じて、家にある額、掛物、巻物、置物などの鑑定、値ぶみをして戴いた。」とある。墓所は染井霊園。